# 塞尔维亚宗教
塞爾維亞宗教（2022年人口普查）
自从9世纪奥赫里德的圣克莱门特和圣瑙姆对塞尔维亚族进行基督教化以来，塞尔维亚一直是一个基督教国家，最大的教派是东正教，主要是塞尔维亚正教会。由于奥斯曼帝国对巴尔干半岛的长期统治，伊斯兰教逊尼派也出现在塞尔维亚的领土上，尤其是南部的桑扎克地区、普雷舍沃山谷及科索沃和梅托希亚（有争议领土）。天主教随着生活在伏伊伏丁那北部的马扎尔人而在塞尔维亚扎根，新教则在18世纪和19世纪随斯洛伐克人定居伏伊伏丁那而到来。

## 人口统计资料

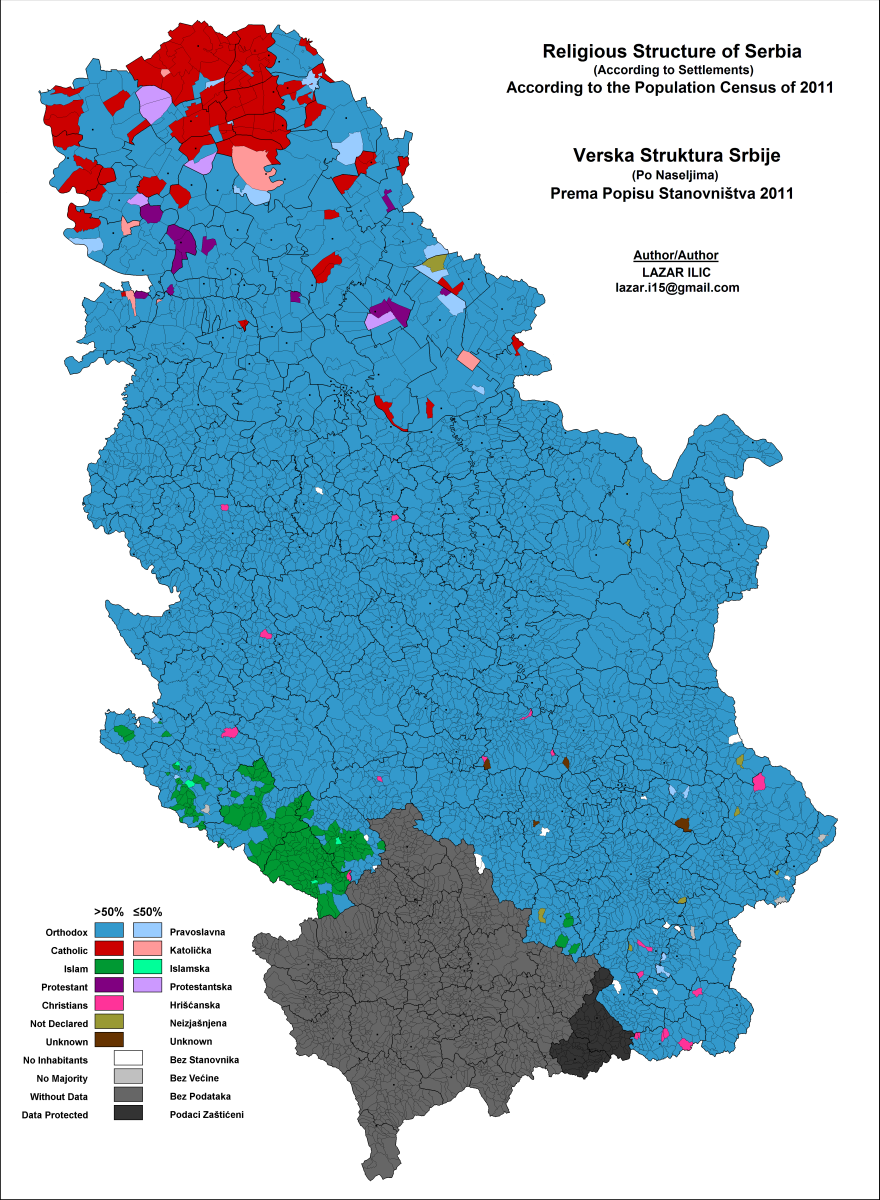
塞尔维亚宗教地图

|            | 1921      | 1921  | 1953      | 1953  | 1991      | 1991 | 2002      | 2002  | 2011      | 2011  |
| 人口       | %         | 人口  | %         | 人口  | %         | 人口 | %         | 人口  | %         |       |
| ---------- | --------- | ----- | --------- | ----- | --------- | ---- | --------- | ----- | --------- | ----- |
| 东正教     | 3,321,090 | 75.85 | 4,422,330 | 71.66 | 6,347,026 | 81.8 | 6,371,584 | 84.98 | 6,079,395 | 84.59 |
| 天主教     | 751,429   | 17.16 | 607,612   | 9.85  | 496,226   | 6.4  | 410,976   | 5.48  | 356,957   | 4.97  |
| 新教       | —         | —     | 111,556   | 1.81  | 86,894    | 1.12 | 78,646    | 1.05  | 71,284    | 0.99  |
| 其他基督教 | —         | —     | —         | —     | —         | —    | 2,191     | 0.03  | 3,211     | 0.04  |
| 基督宗教   | —         | —     | 33,257    | 0.54  | 1,381     | 0.02 | 12,882    | 0.17  | 45,083    | 0.63  |
| 伊斯兰教   | 97,672    | 2.23  | 155,657   | 2.52  | 224,120   | 2.89 | 239,658   | 3.2   | 222,829   | 3.1   |
| 犹太教     | 26,464    | 0.6   | 1,083     | 0.02  | 740       | 0.01 | 785       | 0.01  | 578       | 0.01  |
| 东方宗教   | —         | —     | —         | —     | —         | —    | 240       | 0.00  | 1,237     | 0.02  |
| 无宗教     | —         | —     | 826,954   | 13.4  | 159,642   | 2.06 | 40,068    | 0.53  | 80,053    | 1.11  |
| 不可知论   | —         | —     | 826,954   | 13.4  | 159,642   | 2.06 | 40,068    | 0.53  | 4,010     | 0.06  |
| 拒绝回答   | —         | —     | 826,954   | 13.4  | 159,642   | 2.06 | 197,031   | 2.63  | 220,735   | 3.07  |
| 其他       | 181,940   | 4.16  | 1,796     | 0.03  | 13,982    | 0.18 | 6,649     | 0.09  | 1,776     | 0.02  |
| 未知       | 181,940   | 4.16  | 10,768    | 0.17  | 429,560   | 5.54 | 137,291   | 1.83  | 99,714    | 1.39  |
| 总数       | 4,378,595 | 100   | 6,171,013 | 100   | 7,759,571 | 100  | 7,498,001 | 100   | 7,186,862 | 100   |

## 基督宗教

### 东正教

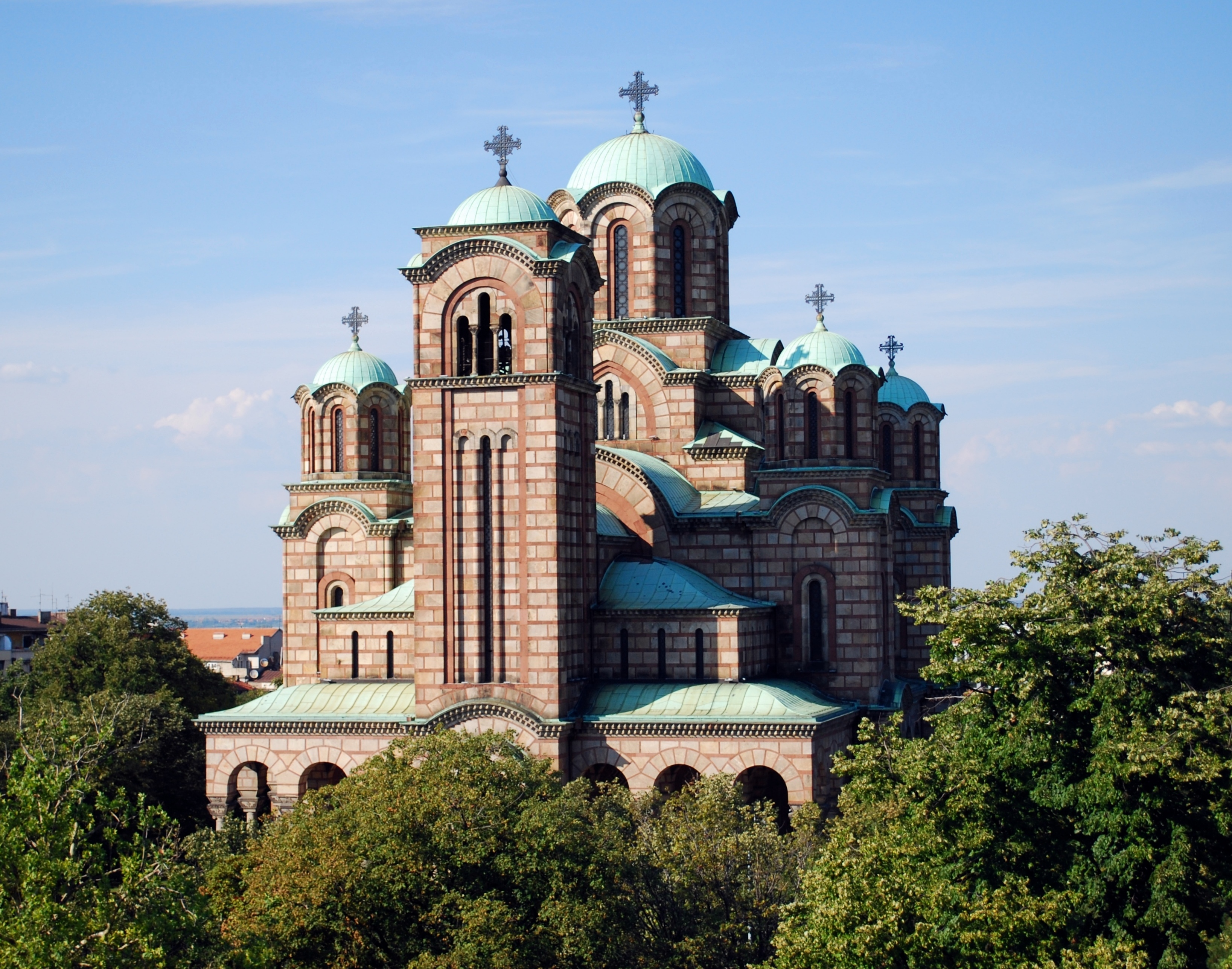
贝尔格莱德的圣马可教堂

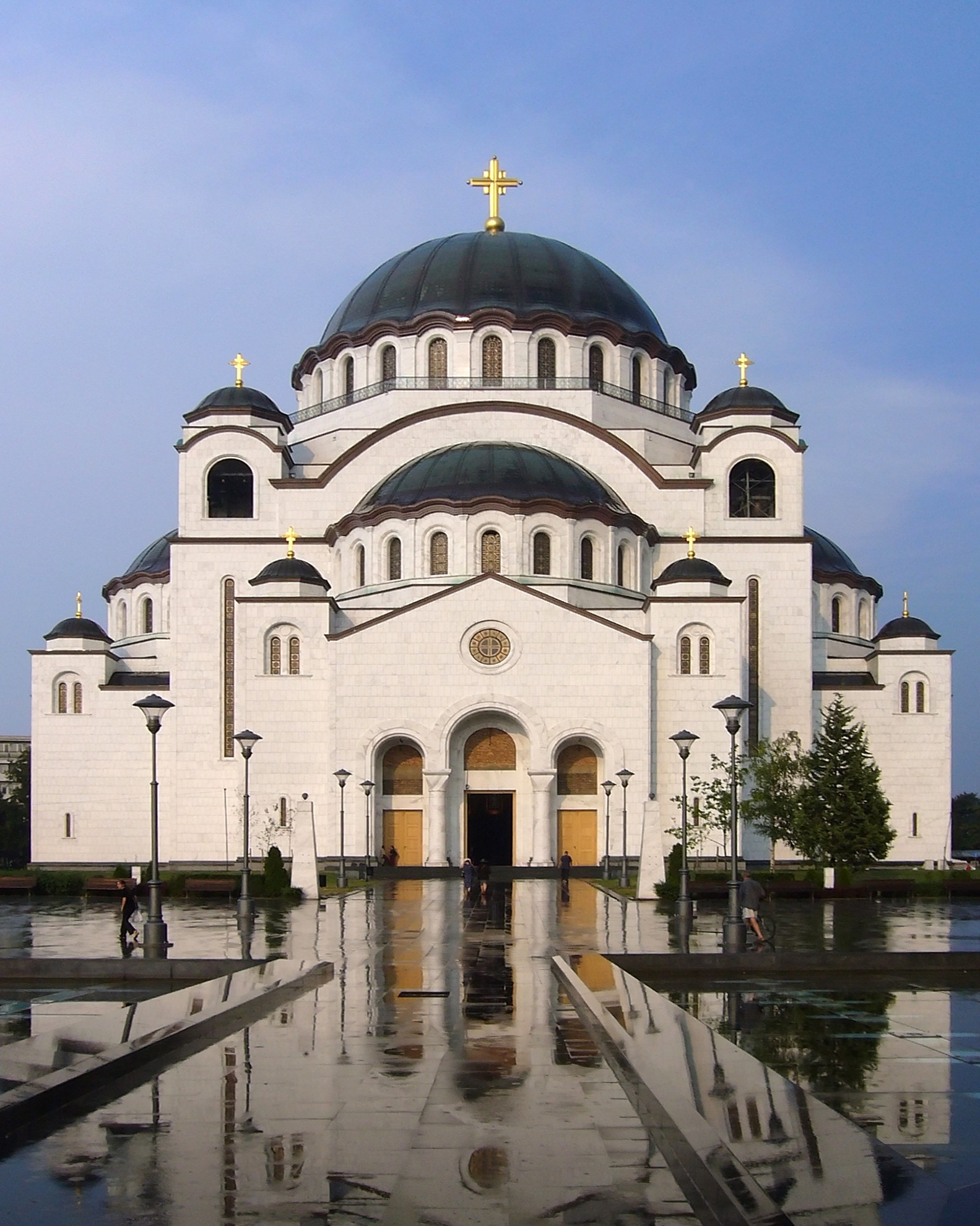
贝尔格莱德的圣萨瓦教堂

塞尔维亚的大多数公民信仰东正教，属于自主教会塞尔维亚正教会。除了塞族人，其他东正教徒包括黑山人、罗马尼亚人、马其顿人、保加利亚人、弗拉赫人和大部分罗姆人。伏伊伏丁那部分地区的罗马尼亚族人属于罗马尼亚正教会。
从地域上看，正教在塞尔维亚大部分地区占主导地位，除了与伊主要信仰斯兰教或天主教信邻国接壤的地方，以及两个新教徒聚居点
历史上，塞尔维亚族人的身份认同主要以东正教和塞尔维亚正教会正教为基础，以至于有人声称，不忠于东正教的人就不是塞尔维亚族。科索沃神话就将塞尔维亚族的族裔和宗教信仰紧密相连。在奥斯曼帝国到来之后，一部分塞尔维亚族人皈依了伊斯兰教，尤其是在波斯尼亚。最著名的塞族穆斯林可能是索库鲁·穆罕默德帕夏或梅沙·塞利莫维奇。自19世纪下半叶以来，一些塞尔维亚族人皈依了新教。历史上也有一些塞尔维亚族人信奉拉丁礼天主教（特别是在达尔马提亚）或东仪天主教。

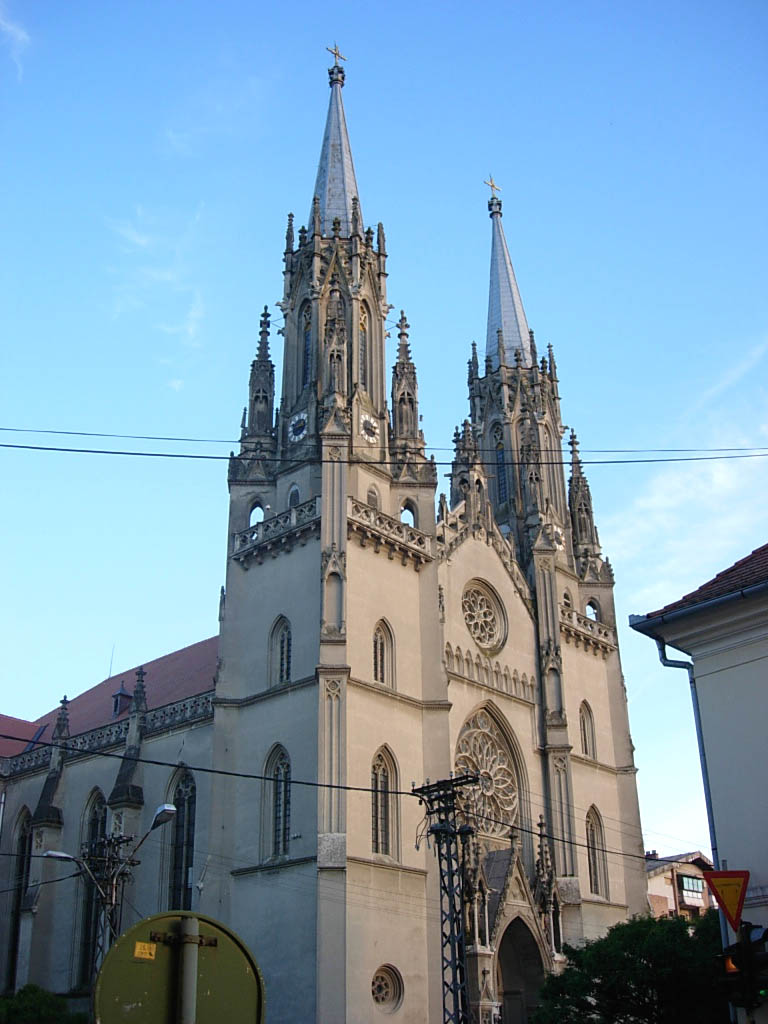
位于弗尔沙茨的天主堂

### 天主教
天主教徒主要存在于伏伊伏丁那北部，特别是在马扎尔人占多数的市镇，以及多元种族的苏博蒂察和贝切伊。主要信奉天主教的族群有马扎尔人、克罗地亚族人、布涅瓦茨人、德裔、斯洛文尼亚人、捷克人等。罗姆人、斯洛伐克人和塞族人中也有少数天主教徒。 塞尔维亚还有极少数的乌克兰族人，主要是东仪天主教徒。

### 新教

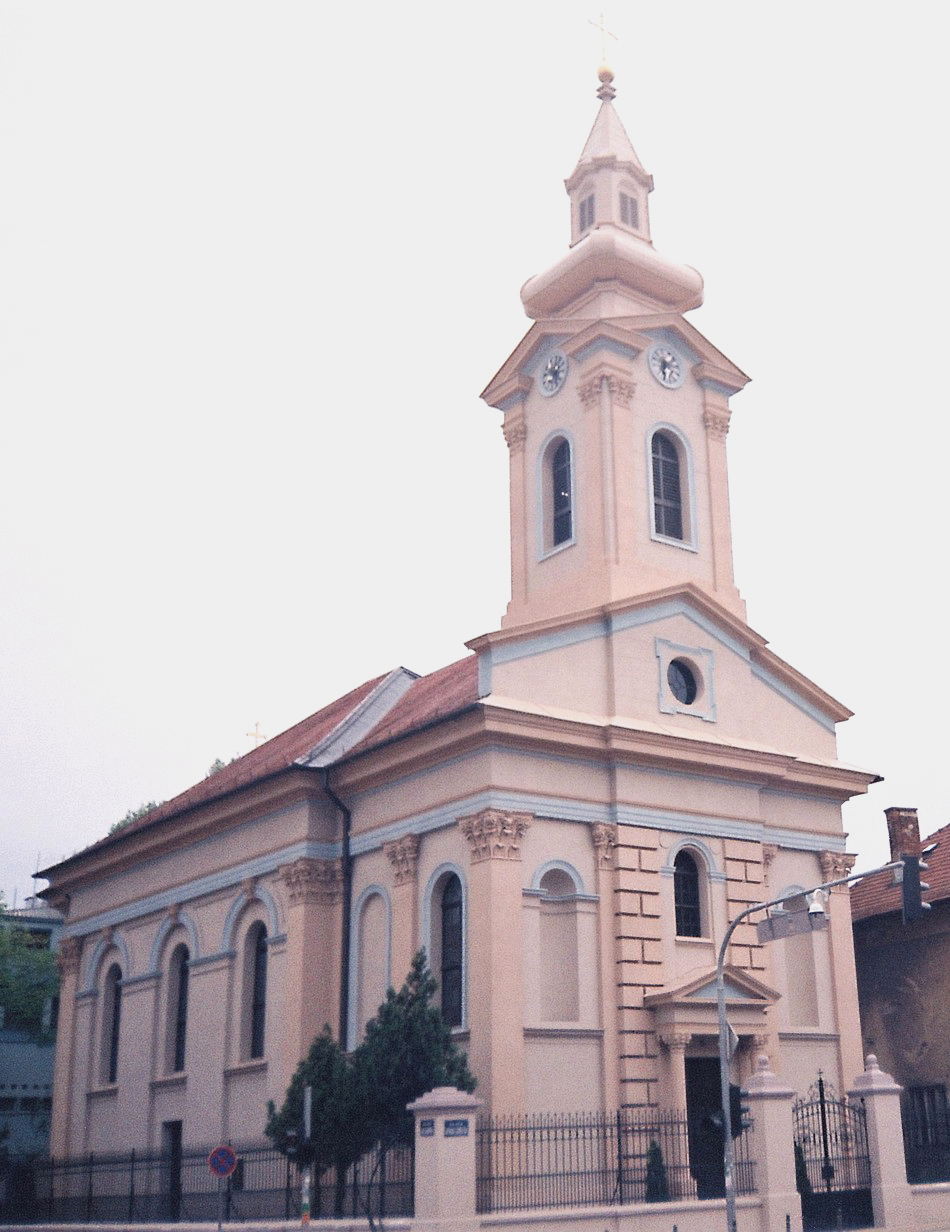
诺维萨德的新教福音派教会

塞尔维亚有许多新教徒团体，包括卫理公会，基督复临安息日会，福音派浸信会（拿撒勒人）等。 新教徒主要分布在有着多元文化的伏伊伏丁那自治省。
新教徒比例最高的区市是巴奇基彼得罗瓦茨和科瓦契察，两地人口均以斯洛伐克人为主。其他族裔中也有各种不同教派的新教徒。
根据2011年的人口普查，新教徒人口数量最多的区市分别是科瓦契察（11349）、巴奇基彼得罗瓦茨（8516）和塞尔维亚第二大城市诺维萨德（8499），不过后者的主要宗教仍然是东正教。 科瓦契察、巴奇基彼得罗瓦茨和旧帕佐瓦的新教徒大多是斯洛伐克人，而诺维萨德新教徒的大部分仪式都是用塞尔维亚语进行的。

## 伊斯兰教

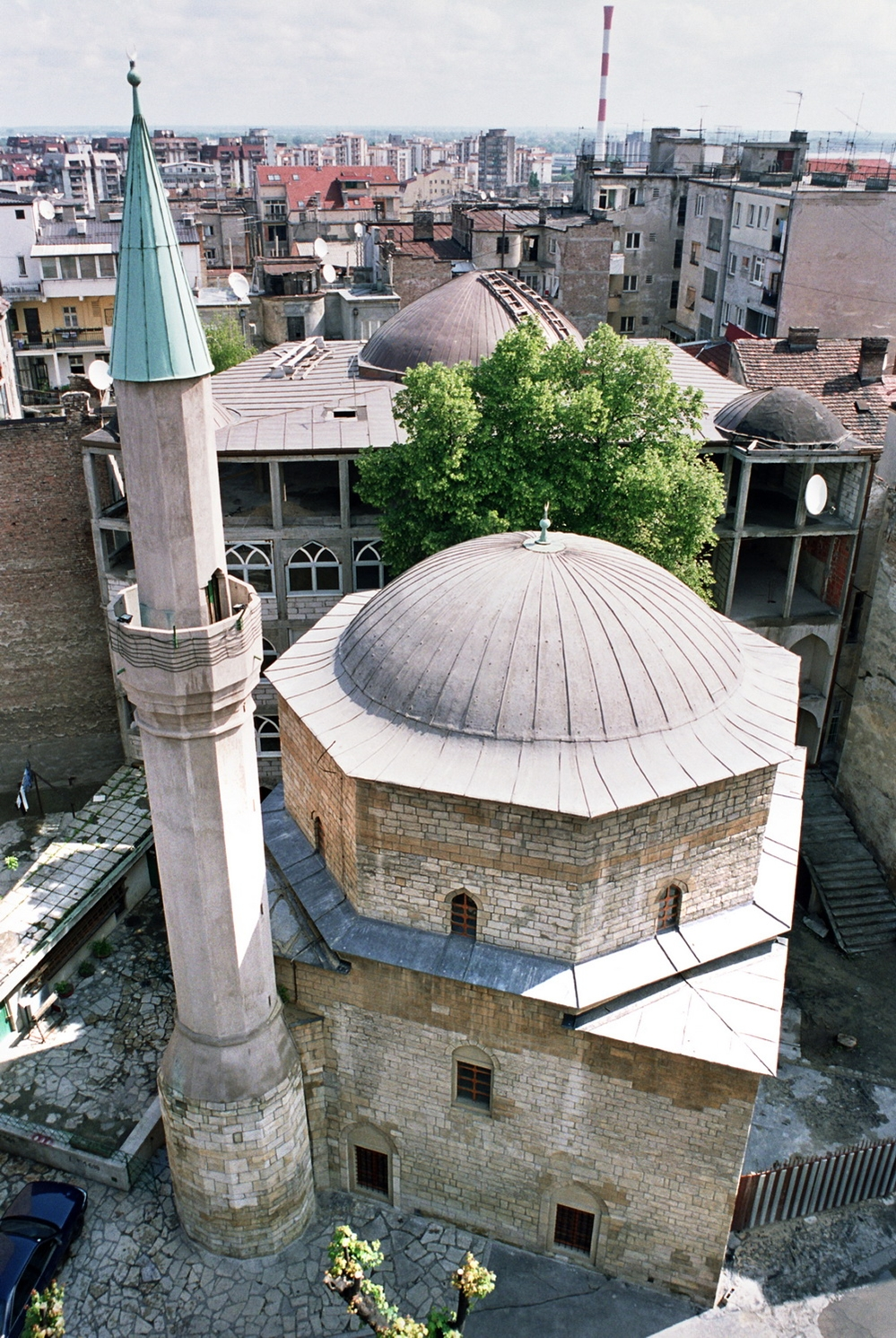
贝尔格莱德的一处清真寺

塞尔维亚穆斯林主要集中分布于西南部的桑扎克地区（特别是新帕扎尔、图廷和谢尼察），以及南部的普雷舍沃山谷（以及有主权争议的科索沃和梅托希亚）。以穆斯林为主的少数族裔有：波斯尼亚克人（穆族）、阿尔巴尼亚人、古拉尼人。罗姆人中也有相当一部分信仰伊斯兰教。

## 犹太教

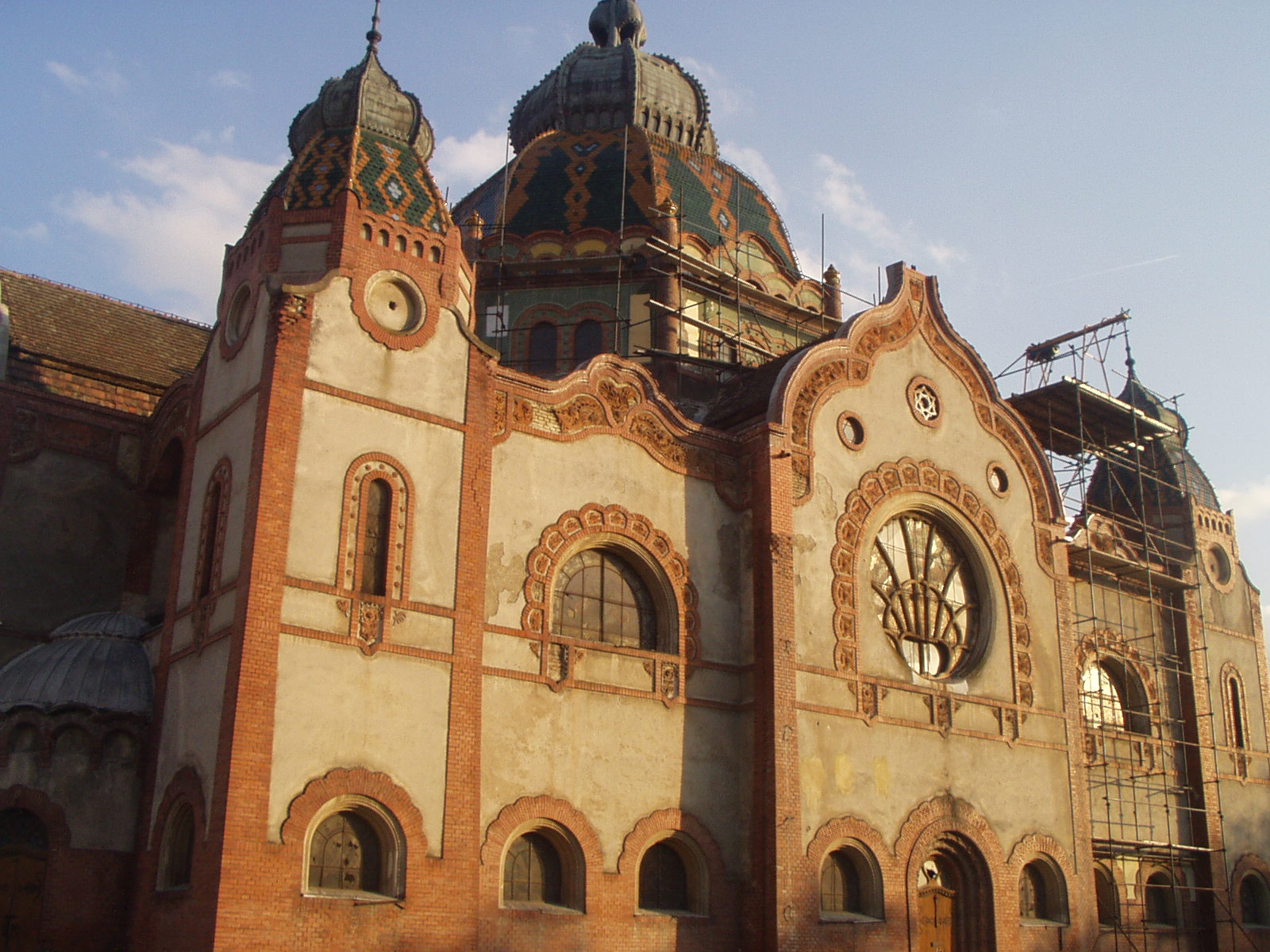
苏博蒂察的犹太教堂

根据2011年人口普查，塞尔维亚有578人表示信仰犹太教，主要分布在贝尔格莱德（286），诺维萨德（84），苏博蒂察（75）和潘切沃（31）等城市中。塞尔维亚唯一还在运作的犹太教堂是贝尔格莱德犹太教堂。在茲雷尼亞寧和松博爾也有少数犹太人，孤立的家庭分散在塞尔维亚其他地方。

## 无宗教
塞尔维亚人口中约有1.1％是无神论者。新贝尔格莱德的无神论者比例最高，为3.5％（整个贝尔格莱德和诺维萨德为1.5％）。在农村地区，大多数市镇的无神论者比例均低于0.01％。
在2009年的盖洛普民意调查中，44%的塞尔维亚受访者对“宗教是你日常生活的重要组成部分吗?”这个问题回答“否”。
皮尤研究中心在2015年6月至2016年7月进行的一项民意调查发现，2%的塞尔维亚人是无神论者，而10%的人表示他们“不相信上帝”。

## 宗教在公共生活中的作用
公立学校允许与跟政府有协议的宗教团体合作进行宗教教学，但不强制学生参加。最常见的是同塞尔维亚东正教会协调，但也同天主教会和伊斯兰社区协调。
塞尔维亚的公共假日包括一些宗教节日，如东正教圣诞节、东正教复活节和圣萨瓦日。其他宗教信仰者可以依法庆祝各自的宗教节日。

### 宗教自由
塞尔维亚的政府并没有对宗教暴力的情况进行记录，来自个人宗教组织的报道也很少。
塞尔维亚的法律规定宗教自由，禁止建立国教，并取缔宗教歧视。宗教团体不需要在政府注册，政府会给注册过的宗教团体一些特权。政府维护着一个注册群组的双层系统，分为“传统”群组和“非传统”群组。少数群体和独立观察人士抱怨说，这一体系包含着宗教歧视。
政府为归还二战后被南斯拉夫政府没收的财产和在大屠杀中丢失的财产设立了项目。
媒体和个别议员被批评在提到非传统群体时使用贬低语言，反犹文学在书店里和网上都很普遍。
虽然宗教自由在很大程度上受到南斯拉夫王国政府和南斯拉夫社会主义联邦共和国的尊重，塞尔维亚的宪法通过其独立国家或作为南斯拉夫一部分的各种形式在名义上支持宗教自由，但在第二次世界大战和南斯拉夫战争期间，这里也曾发生过重大的宗教和种族战争罪行。